# John Kelso Ormond
John Kelso Ormond (* 25. März 1886 in Princeton, Mercer County, New Jersey; † 25. Februar 1978 in Ann Arbor, Washtenaw County, Michigan) war ein US-amerikanischer Urologe. Er erlangte Bedeutung durch die Beschreibung der Retroperitonealfibrose im Jahr 1948, die auch als Albarran-Ormond-Syndrom oder Morbus Ormond bekannt ist.
John Kelso Ormond war der Sohn von Alexander Thomas Ormond (1847–1915), Professor für Mental and Moral Philosophy an der State University in Minnesota und später an der Princeton University, und Mary Huston (geborene Simons).

## Werke
- J. K. Ormond: Bilateral ureteral obstruction due to envelopment and compression by an inflammatory retroperitoneal process. In: The Journal of Urology. 59, 1948, S. 1072–1079.
- J. K. Ormond: Idiopathic retroperitoneal fibrosis: a discussion of the etiology. In: The Journal of Urology. 94, 1965, S. 385–390.